# Masacre de Sbarro
La masacre de Sbarro, fue un ataque terrorista palestino perpetrado en una pizzería en el centro de Jerusalén, Israel el 9 de agosto de 2001, en el que murieron 16 civiles, entre ellos 7 niños y una mujer embarazada, mientras que 130 quedaron heridos.
Según el FBI, Al-Tamimi, una antigua estudiante que trabajaba como periodista de televisión, condujo al terrorista hasta el objetivo tras comprometerse a llevar a cabo atentados en nombre del ala militar de Hamás, las Brigadas Izzedine al-Qassam. Al-Tamimi, quien planeó y organizó el atentado en Sbarro, eligió el lugar porque era un restaurante muy concurrido. Para minimizar las sospechas, ella y el terrorista suicida se vistieron como israelíes y ella transportó personalmente la bomba, oculta dentro de una funda de guitarra, desde una ciudad de Cisjordania hasta Jerusalén. Al-Tamimi también admitió haber detonado un pequeño artefacto explosivo improvisado en una tienda de comestibles de Jerusalén, como prueba antes del atentado.
En 2003, ante un tribunal israelí, Al-Tamimi se declaró culpable de participar en el atentado y fue condenada a 16 cadenas perpetuas en Israel por ayudar al terrorista. En octubre de 2011, fue liberada como parte de un intercambio de prisioneros entre Hamás e Israel. El 14 de marzo de 2017, el Departamento de Justicia de los Estados Unidos desveló una denuncia penal y una orden de detención contra al-Tamimi. El FBI también incluyó a al-Tamimi en su lista de terroristas más buscados.